# 戦×恋
『戦×恋』（ヴァルラヴ）は、朝倉亮介による日本の漫画。『月刊少年ガンガン』にて、2016年1月号（2015年12月12日発売）より2023年4月号（2023年3月10日発売）まで連載。

## ストーリー
亜久津拓真は幼いころから自身の怖い顔付きと威圧感のせいで周囲から怖がられ、謂れのない誹謗中傷に晒されていたため、人間恐怖症を患っていた。母と8年前に死別し一人暮らしをしながら勉強に勤しんでいた拓真だったが、ある時、神界の主神オーディンから世界が滅亡の危機に瀕していると教えられ、それに対抗する“聖剣”の能力を持つ9人姉妹の戦乙女たちの“恋人”となり、悪魔たちと戦い世界を救って欲しいと頼まれる。
母との約束で勉強して立派な人間になることを目標としていた拓真は、戦いにはあまり乗り気ではなかったが、共同生活をしていくうちに姉妹に少しずつ心を開いていく。そんな中、学校に潜入していた邪神派のガルムが召喚した悪魔に学園祭が襲撃され、単独行動していた隙をつかれた拓真は重傷を負い拘束されてしまう。しかし、戦う覚悟を決めた拓真の“恋人”としての能力が覚醒し始めたことで戦況が戦乙女側に傾き、EXモードになった七樹の活躍により邪神派の策略の阻止に成功する。
人間界での戦いが始まって3ヶ月が過ぎ、学園祭でAPが枯渇した七樹に代わる攻撃役として一千花も亜久津家に同居し始める。戦いを見据えて戦恋に積極的になった拓真だったが、恋愛が理解できず思うように能力を発動させられずにいた。一方、学園祭での作戦に失敗した邪神派では、新たな戦力として半神半人の戦女神スクルドとその恋人レスクヴァが派遣され、“ヤドリギの枝”を奪うため戦乙女たちと激突。劣勢に陥る戦乙女たちだったが、姉妹への恋心を自覚し精神的に成長した拓真の能力が完全に発動可能になる。巻き返されそうになったスクルドとレスクヴァは温存していた切り札の「詩」で融合、攻撃で二葉の城壁と四乃の結界が破壊されてしまうが、“病”の悪化でレスクヴァが倒れたことで結果的に撃退には成功する。しかし、その裏でウルとガルムによって結界の消えた亜久津家が襲われ、“ヤドリギの枝”は邪神派の手に渡ってしまう。その際、妹を庇った三沙が致命傷を負うも、拓真の能力で無事蘇生する。
“ヤドリギの枝”を得たロキからの宣戦布告の対策で、戦恋の監督を行うため主神派から時鳴鶏が人間界へ派遣され、結界の維持に専念していた四乃も本格的に戦恋に参加する。一方、レスクヴァの病死により活動を休止していた邪神派では、新たな恋人として六海の相方である新奈を選び、戦乙女の排除と拓真の抹殺のために再び動き始める。だが、年が明けてまもなく、1月でありながら40℃を超える異常熱波が人間界を襲い、程なくして世界樹の暴走が始まり街が破壊されていく。

## 登場人物
声の項はテレビアニメ版の声優。

### 主人公
亜久津 拓真（あくつ たくま） / 恋人（エインヘリヤル）
声 - 広瀬裕也、関根有咲（幼少期）
本作の主人公。身長180センチメートル、年齢16歳。北皇学園高等部2年D組。顔つきが怖く、周囲が怖がって「アクマ」という別名がついている。昔から人相の悪さと威圧感のせいで周囲からは怖がられ、悪口を言われ続けたことで近づく人は怖い人ばかりと思うようになる。そのため、他人とまともに関われなくなるという“人間恐怖症”を発症してしまう。
元々はS県北皇市中心部の高台にある、親が遺してくれた家（通称「アクマ城」）で一人暮らしだった。だが、神の契約ともいわれる恋愛契約を結んでしまい、九人姉妹の戦乙女たちが同居し始めたことで、家の中が騒々しくなってしまう。
自分の世界にこもれるという理由で勉強が好き。最期まで自分のことを心配してくれた母親に立派な人間になると約束しており、そのために普段から猛勉強している。しかし、試験では周囲に人がいるという重圧から問題が解けなくなってしまい、萎縮して最下位になってしまったりする。
ヘタレな性格で、他人と関わるとろくなことがないと思いつつも、目の前で危ない人がいたら気づいたら体が動いて助けている。最初に七樹に出会ったときには冤罪をかけてきた警察官から庇ってくれた彼女を置き去りに逃走し、頼みの内容を聞きもしないで断り、大勢の人が死ぬのもどうでもいいという態度を示していたが、誰の助けもなく悪魔と一人で戦う彼女を孤独な自分と重ねて放っておけず、身を呈して庇ったことで正式に「恋人」に承認された。その際にオーディンから力を授けられてしまい、悪魔から人間界を守るために戦乙女たちと恋人になって彼女らと恋をして育て鍛え上げるように頼まれる。なお、右頬にはこの時に負った傷が残っている。
姉妹に対しては、初めのうちはどうにか出て行ってくれないかと思っていたが、交流を続けるうちに学園祭のころには「怖いけど嫌じゃなかった」と心境が変化し、戦女神との戦いの中で9姉妹に女性として好意を抱いていることを自覚した。姉妹と関わる中で徐々に人間恐怖症も緩和され、2年2学期の期末試験ではこれまでの努力が初めて実り、五夜を抑えて学年1位になった。
能力は『本』Lv.10→Lv.50以上。戦乙女を治癒しAPを回復させる能力で、“ヤドリギの枝”で超強化された際には自らの死を回避するほどの回復能力を発揮した。最初のうちは「恋」が分からず、姉妹が自分と付き合ってくれることへの「恩」だけしか感じていなかったせいで、能力を上手く発動できず、変身も2人同時が限界だったが、戦女神との戦いでの精神面の成長により変身可能人数が3人に増える。ロキ曰く、「何かを癒すような単純な能力じゃない」「もっと世界樹の根源に関わるモノ」とのこと。
理由は不明だが、本来は神族でも複数の条件を満たさなければ成し得ない世界間移動を人の身で成し遂げるという特異な能力を有しており、冥界の扉を開いて魂を連れ戻すという治癒の域を超える荒業を成功させている。オーディンが“恋人”に選んだのも、この能力で冥界に向かってもらうためであり、「拓真が戦乙女を育てる」というのは建前で、実際は「戦乙女を使って拓真を育てる」ことが目的であった。
冥界攻略の準備中、主神派を裏切った二葉によって左手を切断されて能力を奪われてしまい、義手宝樹“グレイプニル”で補うことになる。かろうじて残された「恋人契約」以外は使えない状態ながら、戦士の館への攻撃の情報を聞き、冥界攻略に乗り出す。

### 主神派
人間界を滅ぼそうとする邪神派を迎え撃つ一味。世界滅亡への対処法として、知恵を絞って世界樹崩壊問題を解決し、強い者も弱い者も仲良くみんなで生き残ろうとしている。

#### 戦乙女
人間界に降臨した半神半人。ここでは9姉妹とそのペットについて記載。
早乙女 七樹（さおとめ なつき） / ジークルーネ
声 - 本渡楓
9人姉妹の七女。身長155センチメートル、年齢16歳。一人称は「ボク」。五夜、六海とは3つ子。胸は小さめで、自身のコンプレックスだと思っている。
北皇学園高等部2年D組で、拓真とは同級生。高校では「お人形のような可憐さで、誰とでも分け隔てなく接する清らかな心」をもっていると評判で、他校にファンクラブが出来ており、会員数は100人を突破した模様。勉強するときは伊達眼鏡をかけようとするなど、形から入るところがある。あまり、勉強は得意ではない。また、年の割に子供趣味で、モグ三郎というマスコットキャラクターが好き。
オーディンから“恋人”を探す役目を任されて、九姉妹の代表として最初に人間界にやって来た。恋人候補だった拓真が自分の理想とする「白馬の王子様」とはかけ離れた性格だったことに当初は落胆していたが、突如街中に現れた悪魔との戦いでピンチになった時に彼に助けられ、“恋人”と認めた。
命を助けてくれたときの拓真のことをカッコいいと思い、好意を抱いている。そのため、周囲に怖がられて不当な扱いを受けても反論しない拓真に怒りを覚えたりもする。そのせいで拓真への当たりがキツくなっている自覚があり、少し反省している。拓真に恋しているので戦恋での経験値がかなり貯まりやすく、レベルも上がりやすい（所謂「チョロイン」）。
いろいろな悪魔に対応しやすいことから、優先的にレベル上げされる方針となっている。しかし、拓真との頻繁なデートや、悪魔との戦闘によりAPが0になってしまったため、学園祭以降は変身できない状態に陥っていたが、彼が“恋人”の回復能力に覚醒したことで再び戦えるようになった。
能力は『剣（つるぎ）』Lv.20 → Lv.35。複数の「剣」を生み出す能力で、Lv.22なら50本程度まで作り出せる。攻撃性に優れ、一方で物理攻撃の通用しない相手とは相性が悪い。聖剣はLv1状態の際はハリセン。
早乙女 五夜（さおとめ いつよ） / シュヴェルトライテ
声 - 加隈亜衣
9人姉妹の五女。身長165センチメートル、年齢16歳。一人称は 「わたくし」。
高等部のクラスは2年A組。今年の2学期に北皇学園高等部に編入して、生徒会長に就任した。美貌とカリスマ性で人気。学業も優秀で、2学期の中間テストでは満点で1位を取っている。
父親であるオーディンのことが大好きなファザコン。そのため、拓真とデートしてレベルアップし、最強の戦乙女となって父親になでなでしてもらおうと思っており、姉妹の中でもデートには特に積極的だが、やる気が空回りすることも多い。当初は頼りない拓真のことはどうでもいいと思っていたが、何度も家族の命を救ってくれた彼に次第に恋を抱くようになり、クリスマスの夜に想いを告白。返答は保留されたものの関係を少し進展させ、以降は焦りが消えてデートを強要することもなくなった。
実は小さいころは内気な泣き虫で、いじめられていた過去があり、そのたびに七樹に助けられていた。度々七樹がその話を持ち出して、喧嘩することが多い。姉妹の中では三沙に一番懐いており、彼女が負傷した際にはしばらく勉強が手につかなくなるほど動揺した。一方で一千花の稽古にトラウマがあり、苦手意識を持っている。
能力は『鎖（くさり）』Lv.5→ Lv.32。特殊性が高い能力で、縛られたものの身も心も能力も全て封じることができる。
早乙女 六海（さおとめ むつみ） / ヘルムヴィーゲ
声 - 日高里菜
9人姉妹の六女。身長160センチメートル、年齢16歳。9人姉妹の中で1番胸が大きい。
高等部でのクラスは2年C組。人気急上昇中の新鋭アイドルで『MUTSUMI（ムツミ）』という名前で活動している。学校のテストでも学年30位以内になるなど、勉強も得意。内気な性格で、デートの幅を広げるためとイヤイヤ始めたアイドル活動だったが、ファンの応援で自信がつき、家族のために強くなろうと考えるようになる。なお、稼ぎ頭として一家の家計をほとんど一人で支えている。
拓真に罵倒されたと思って興奮するなど、マゾの気がある。小さいころ、拓真に似た悪魔に襲われたことがあるので、デートしている時は弱気になりがちだが、拓真に好意を抱いており、周囲から怯えられている拓真の容姿については「かっこいい」と評している。また、地味でネガティブなところに共感している。周りがレベルアップしていくうちに、拓真を積極的にデートに誘うようになってきている。自分だけまともに唇でキスしていないこと、五夜がクリスマスの夜に告白したことなどから焦りを抱くが、戦恋「添い寝」の際に「自分に勇気をくれる」と想いを告白し、唇へのファーストキスをした。
能力は『翼（つばさ）』Lv.5 → Lv.32。戦闘向きではないが特殊性の高い能力で、レベルに応じて飛翔能力が強化され、Lv.6でも人の間を目にも留まらぬ速度で駆け抜けることができる。周囲にいる仲間も同時に浮かせて移動することが可能。ただ空を飛べるだけですごい戦闘力はないと自嘲していたが、冥界の最深部に至るためにはその移動速度が何より重要になると期待されている。
早乙女 一千花（さおとめ いちか） / ブリュンヒルデ
声 - 内山夕実
9人姉妹の長女。身長138センチメートル、年齢25歳。
“樹師”であり、高位神族と渡り合えるほどの実力者。戦闘においてはLv.1の状態でも非常に強力なのだが、APの燃費が悪すぎるため変身すると僅か1秒で立っていられない状態まで消耗してしまう。「樹師」の特異体質は「超敏感肌」で、肌で敵の動きを感じ取り、目では見えないところを補うことができる。
普段はクールだが妹たち全員を溺愛しており、妹と接する時は表情が豊かになる。また、かなりの世間知らずで、八雲の嘘を真に受けたり、マルチ商法に引っかかったりと騙されやすい。後にあまりに浪費するので二葉に叱られてしまい、運送業のバイトを始めることになった。
平時は隠れて拓真の護衛をしている。拓真のことを恋人と認めるわけにはいかないと、姉妹で唯一拓真とルームシェアをしていなかったが、攻撃役である七樹のAP枯渇問題に加え、半神半人の邪神が攻めてくると知り、仕方なくデートに付き合うことになる。しかし妹たちに不敬を働けば即殺すということと、契約上恋人を変えることが出来ないため、せめて自分を惚れさせる男になれと釘を刺している。当初は軟弱な拓真を恋人として認めていなかったため、戦恋をしても経験値がほとんど入らずレベルも上がらなかったが、戦女神との戦いの中で彼が己を顧みず姉妹のために行動したのを見て恋人を認めた。
能力は『槍（やり）』Lv.1→ Lv.7。『剣』同様攻撃性に優れ、主神の一番槍と呼ばれるだけあって幾重もの防御壁を易々と突き破る。
早乙女 二葉（さおとめ ふたば ） / ゲルヒルデ
声 - 原由実
9人姉妹の次女。身長170センチメートル、年齢24歳。おっとりとした性格。家事など家のこと全般を任せられている存在である。
極度の弱視であり、普段は目を細めているが、戦闘時はメガネをかけることによって一千花と並ぶ強さをもつようになる。弱視は感覚を研ぎ澄ますためにエイルに頼んで視力を封印したからであり、普段かけている眼鏡は姉妹からのプレゼントで、封印術式を一時的に緩和できる極上のルーンを刻んだ超高性能宝樹である。
雷神トールの一番弟子で、轟雷一神流免許皆伝。神界では一千花と共に悪魔の軍勢を無傷で殲滅した逸話を持ち、妹たちから「女王陛下」と恐れられる。だが、エーテルの量が9人姉妹の中で1番少なく、神族全体で見ても下の方という欠点を抱えている。幼少期に父親に「弱い」と言われたこともあり、エーテル量の少なさを補うために接近戦での無類の強さを身につけた。
実は邪神派に内通しており、9姉妹の助命、特に四乃の延命を条件に主神派を裏切っている。時鳴鳥と一緒に帰省したタイミングで天狼騎士団の侵入を手引きし、その際に複製した戦士の館の宝物庫を囮に、本物の宝物庫から2つの世界樹の涙も盗み出す。そして“冥界”へ向かう直前、拓真の左手を切断し、宝物庫から盗んだ“停滞”を使って能力を奪い、一千花を退けてロキの元へ向かう。
また、才能だけで恋人としてあてがわれた拓真のことは内心では嫌っていたとロキに指摘されている（経験値やレベルにほぼ変動がなかったことから、拓真には薄々見抜かれていた）。
能力は『城（しろ）』Lv.12→ Lv.17。神界のエーテル要塞「戦士の館（ヴァルハラ）」を丸ごと召喚できる能力。上述の魂量の少なさからLv.1では城壁1枚しか召喚できず、Lv.15でも盾壁や稜堡などの外周部までが限界。高レベルになり魂量が十全であれば、深部の「戦吼」を含めあらゆるエーテル兵器を呼び出せる。
早乙女 三沙（さおとめ みさ） / オルトリンデ
声 - 清水彩香
9人姉妹の三女。身長163センチメートル、年齢20歳。
活気ある性格。神界にいた頃はロングヘアーだったが、人間界へ降りる際にバッサリ短くしている。鰻やオイルなどのにゅるにゅるしたものが苦手。
小さいころは姉にこき使われ、妹ができたらこき使ってやると思っていたのだが、実際に妹が生まれてみると面倒を見るのに精一杯だったという事情のため、面倒見がとても良い。自身の能力の糸でぬいぐるみを作ったりして妹たちを喜ばせている。また、多少のことなら家の家事も手伝っているほか、複数のバイトを掛け持ちして家計を支えており、その繋がりで人脈も広い。
恋愛経験が皆無のため、拓真に対しては特に恋愛感情を持っていないが、元々の面倒見の良さゆえに常に孤独だった彼を放っておけない。なお、神界では同性から言い寄られることが多かったという。
邪神派が阿久津邸を襲撃した際にガルムの『牙』を喰らって致命傷を負うが、冥界まで魂を助けに来た拓真の活躍で蘇生する。
能力は『糸（いと）』Lv.6→ Lv.23。万能性が高く、糸を張り巡らせて周囲を探る、身代わりの糸人形を操る、大量の糸で球体を作って仲間を守る、体内に仕込んだ糸で損傷した臓器を瞬時に縫い合わせちぎれた血管を繋ぎ止める、など様々な工夫ができる。Lv.1では人間界の糸しか操れないので、服を解いて能力を発動している。
早乙女 四乃（さおとめ しの） / ヴァルトラウテ
声 - 逢田梨香子
9人姉妹の四女。身長120センチメートル、年齢18歳。
“樹師”であり低レベルでありながら強力な能力を使えるが、特異体質が「虚弱体質」なので加護なしではすぐに疲れて眠ってしまう。“病”と呼ばれる難病を患っており、普段は病気の進行を抑えるために「刻わたりの兜」で幼い姿を取っている。
悪魔と戦える状態ではなかったため、倉庫で悪魔を封じ込めるための結界を張る役割を担っていた。しかし、スクルド達との大規模戦闘の際には力及ばず、「詩」により融合合体したスクルドの一撃で結界を破られる。大規模戦闘以降は戦恋に本格参加することになり、時折兜を取り素顔を見せている。純真な性格かつ世間知らずで、時鳴鳥に騙されて大胆な行動を取ることも多い。
普段は拓真を「あるじ様」と呼んでいる。拓真に会ったことがあるのでは無いかと尋ねられ、その場では誤魔化したが、その後、気を失っている拓真を「たっくん」と呼んだことから何かしらの形で出逢っている模様。その強さは“樹師”だからというだけではなく、拓真の初恋の相手だからでもあるらしいが、詳細は不明。
能力は『鎧（よろい）』Lv.2→ Lv.25。強固な「結界」を作り出す能力で、悪魔が出現すると拓真の左手小指を発現点として結界が張られる。破壊する方法は“中”から破壊するか、“外”の入り口を破壊するか。結界内は現実とは位相の異なる別世界であり、中でどれだけ暴れても問題ない。EXモードで“詩”を使った際には、街を覆い尽くす世界樹の根を全て鎮めるほどの力を発揮した。
早乙女 八雲（さおとめ やくも） / グリムゲルデ
声 - 河瀬茉希
9人姉妹の八女。身長145センチメートル、年齢14歳。“樹師”。いつも何かしら食べているか、寝ていることが多い。
中学生で、北皇学院中等部に通う。毒舌で冷たい性格をしており、中等部では｢北皇学院の氷姫（こおりひめ）｣の通称で呼ばれ、高い人気を誇る。
ヘッドホンとマフラーを身につけている。“樹師”の特異体質でどんなに小さな音でも聞き取れる「聴覚過敏」を持ち、悪魔の接近を的確に察知できる。人の心臓の音までとらえることができるので、ヘッドホンで周囲の音がダイレクトに伝わらないようにしている。好きな音は七樹の声、嫌いな音は拓真の心臓の音。
普段、拓真にはとても冷たく接するが、拓真の勇気ある行動に唆される時がある。自分や姉妹たちのレベルアップには割と意欲的で、拓真に対してもしばしば過激なスキンシップを取る。
能力は『音（おと）』Lv.4→ Lv.19。変身時には歌を用いるが、Lv.1の聖剣の形状は笛。万能性が高く、自らが発した音で味方を強化し、反対に敵を弱体化させるといったサポートを行う。
早乙女 九瑠璃（さおとめ くるり） /  ロスヴァイセ
声 - 小岩井ことり
9人姉妹の九女。身長105センチメートル、年齢7歳。
明るく活発的な性格。天才発明家で、よくメカを発明している。ただ、結構ドジなところがあり、発明品はたびたび暴走する。
まだ体が幼いため、拓真とはデートではなく遊ぶことによって経験値を得ている。幼女なのでまだ変身することができず、変身するには四乃の「刻わたりの兜」で乙女の年頃まで成長しなければならない。因みに同年代になった場合、七樹より胸が大きくなる。
末っ子であるため、姉たちにはとても可愛がられている。お菓子が大好物で、お化けが大の苦手。
能力は『砲（ほう）』Lv.9→ Lv.26。その能力は大規模爆撃。殲滅力は神界随一であり、広範囲を薙ぎ払うのに適している。ただし1回撃つと再装填まで3時間かかる。
スーちゃん / “神速”スレイプニル
声 - 新田ひより
戦乙女のペットの犬。その正体は神族の一員であり、戦乙女九姉妹の友人。神界では少女の姿をしているのだが、「歩き回るの疲れるから」という理由で人間界では小型犬の器を使っている。一千花からの頼みで、七樹が恋人探しのために一足先に人間界に降りた時から護衛をしている。時鳴鳥とは仲が悪く、無駄口を叩く彼にしばしば噛みついている。
能力は『犬（いぬ）』Lv.47。

#### 神界（アースガルズ）
戦乙女の故郷である神界で活動する者たち。
主神オーディン
声 - 浜田賢二
主神派のトップで戦乙女の父。娘たちを人間界へ送り出し、拓真に契約を結ばせた人物。オタクと称される人物で、エロ本を聖書と言う、メイド服を衝動買いするなどしている。
預言（オラクル）で悪魔の出現を感知でき、それを娘達に伝えているが、邪神派の介入によりたびたび外れている。
戦乙女たちを人間界へ送り出してから半年後、通信宝樹「ヘイズレーン」に接続されたぬいぐるみを介して人間界と交信し、拓真を恋人に選んだ真の理由を語ると共に、冥界の最深部に行って世界樹に刺さった「棘」を抜いてほしいと依頼する。
能力は『法（ことわり）』Lv.100。恋人なしでも戦乙女を疑似変身させることが可能だが、能力制限がかかる。
戦乙女の母
戦乙女の母。黒髪ロング。後ろ姿が拓真の母に似ている。

時鳴鳥（グリンカムビ）
神界において戦乙女と関わりがある人物。タキシードにシルクハット、ステッキという出で立ちをした男性。所属は主神直轄紅葉（くれは）騎士団の副団長で、階級は侯爵。
口数が多く、鬱陶しい言動から戦乙女たちからは煙たがられ、スーちゃんにはたびたび噛まれている。元々は孤児で奴隷だったようで、胸元には隷印が刻まれている。自分を拾ってくれたオーディンへの忠誠心は非常に高い。名前はオーディンに付けてもらったもので、“危険を告げる若鳥”を意味する。
難民キャンプで出会って以来、戦乙女たちとは10年来の付き合い。三沙と初めて出会った時、戦士の館に来たなら家族だと言われ、それからは家族を守れるように強くなることを決意した。吹っ切れた後は変な格好をして色々暗躍するようになり、仮面をかぶってお調子者を演じながら、多くの任務を成功させていった。
邪神派に“ヤドリギの枝”が盗まれた後、戦恋を監督するために人間界にやってきた。また、人間界で政府と交渉し、悪魔騒動の情報規制をするよう手を回している。邪神派によって安息の場所を奪われている現状を憂い、オーディンの許可を得て人間界に降りているロキの暗殺を敢行するが、右腕を犠牲にした特攻もロキには通じず、ヨルムンガンドの呪いを受けてしまう。拓真の治療で一命は取り留めたものの魂身を蝕む呪いは解けず、専門施設で療養のために神界へ帰還することになる。
変身能力を持ち、人の姿だけでなく、鳥や植木にもなれる。ただ、人間界ではLv.1になっているので長時間の変身は難しい。

シヴ
主神付き秘書。フェンリルの妹。時鳴鳥の後輩で、彼の奔放さに振り回される苦労人。貧乳なことを気にしている。三沙のファン。
二葉に左手を奪われた琢磨のため、人間界へ義手を届けにやって来た。

ガング
戦士の館前の商店街に住んでいる男性。行列のできる人気パン屋を営む。
能力は「麦」Lv.90。

フレイヤ
紅葉騎士団の団長。副団長のフレイは弟。武器は大斧。
能力は『氷（こおり）』Lv.91。大量の悪魔を一瞬で氷漬けにすることが可能。
フレイ
紅葉騎士団の副団長。六海のファン。武器は2本の剣。
能力は『炎（ほのお）』Lv.75。
エイル
医療局の局長。神や世界樹の法則を外れる半神を解剖したがっては周囲を引かせているが、医者として死なない限り治してみせると豪語している。
能力は『針（はり）』Lv.96。
フリッグ
医療局の局長補佐。
能力は『診（しらべ）』Lv.43。
ゲルセミ
情報局の局長。
能力は『眼（め）』Lv.93。
雷神トール
二葉に轟雷一神流を伝授した師匠。
能力は『雷（かみなり）』Lv.100。「雷（ミョルニル）」は一振りでフェンリルを昏倒させるほどの威力だが、“病”のために身体にガタがきており、出歩くのも億劫になっている。

### 邪神派
戦乙女および主神派を敵とし、世界を滅ぼそうとしている一味。“ラグナロク”に備えて、人間の魂（エーテル）を集め軍事転用しようと考えている。世界滅亡への対処法として、大多数を殺害・魂を回収し、手に入れた莫大なエーテルを使って強固なシェルターを作り、そのシェルター内で極少数の強き者だけで生き残ろうとしている。数では主神派に劣るが、己の力を鍛え上げた一騎当千の猛者ばかりが与しているので、戦力としては上。
邪神ロキ
邪神派のボスで、武闘派でわがままな連中が多い邪神派をカリスマ性によって従えている。強きを愛し弱きを虐げる残虐な性格の女性。「強いが弱いを嬲る」のを見て楽しみたいだけで、世界の趨勢には興味がない。
ウルが“ヤドリギの枝”を奪取したことで神界への本格侵攻を決定し、オーディンに対して宣戦布告する。戦乙女の恋人に興味を抱いて人間界に降臨し、拓真と一千花の1日デートに乱入するが、2人を挑発しただけで特に傷つけることなく立ち去る。
能力は『悪』Lv.100。悪名高い軍団の召喚や“魔剣レーヴァテイン”の能力を持つが、人間界ではそれらを使えない。

犬飼 透（いぬかい とおる） / "番犬"ガルム
声 - 平川大輔
北皇学園高等部の生徒会で書記を務めている高校1年生。正体は邪神派の一味の高位神族。フェンリル直属の「天狼騎士団」第三席。位は子爵。
食に関する興味を抱き、戦乙女を「喰い殺したい」といったり、人間界の料理（特にハンバーガー）を好んでいる。
好青年を演じて北皇学園へ潜入して戦乙女の情報を集めつつ、学園祭に乗じて戦乙女を滅ぼそうとしたが、拓真の覚醒と“ヤドリギの枝”の存在という想定外によりあえなく失敗している。その後はウルに助けられて学園を去り、バイトや家事で邪神派の活動を支える。だが、度重なる失敗の責任を追及され、人間界に降りてきたロキにより粛正され、瀕死のままヨルムンガンドに捕食された。
能力は『牙』Lv.1（犬飼） / 『牙』Lv.65（ガルム）。人間界ではLv.1まで弱体化しているが、対象の体内に『牙』を寄生させ、任意のタイミングで胴体を真っ二つに切断できる。
弓削 孝 / ウル
声 - 福圓美里
黒猫旅団の副団長。
弓を使って攻撃し、変身時にはネコのようなケモノの状態になる。遠方からの援護に徹しているので戦乙女たちの前には姿を見せず、人間界の人達から「タカちゃん」と呼ばれていることしか知られていない。
スクルドとレスクヴァが一千花・二葉・七樹・拓真を引きつけている間に阿久津邸を襲撃し、保管されていた“ヤドリギの枝”を奪った。
二葉が邪神派に合流した後、ロキが邪神派もろとも滅ぼしかねない何かを企んでいると考え、団長の許可を得て主神派の冥界突入に手を貸す。
スクルド
声 - 種﨑敦美
戦女神（ノルン）第三女であり、邪神派に手を貸した唯一の半神半人。2年前にグラシル宮殿を陥落させた主力部隊の一員。
“樹師”の中でも特に強大な力を持つ。本当は25歳くらいだが、『成長阻害』の特性のため外見は子供に見える。
邪神の娘ということで幼少期から命を狙われて育ち、2人の姉からも虐げられ、母親からも“弱い”と放置されていた。自殺するためにイザヴェルの森へ入ったときに出会ったレスクヴァに命を救われ、一目惚れして恋人になってもらった。
人間界において能力の制限が小さい半神半人であることから、戦力不足に悩むウルの要請で派遣され、戦乙女の抹殺と“ヤドリギの枝”の奪取を任される。拓真の覚醒により劣勢に立たされ、最後の手段であった「詩（ガンドゥル）」でレスクヴァと合体。戦乙女たちを全滅させようとし、城壁と結界の破壊に成功したが、彼女が発症したために合体が解けてしまい撤退した。戦乙女と恋人を始末するまで神界への帰還を禁じられ、レスクヴァを看取った後はしばらく意気消沈していたが、新奈を新たな恋人として再び活動を始める。
自分に何も告げない母親への不審や、新菜からの後押しもあり、「経路を安定させるための空間固定装置」として戦乙女達の冥界攻略に協力することを決断する。
能力は『卵』Lv.52→Lv.8→Lv.21。APの限り何体でも悪魔を召喚できる「悪魔産み」の能力で、Lv.52なら一度に21個の卵を作り出せる。対象に悪魔を直接寄生させることで魂の波長を合わせ、外部からエーテルを補強し“病”の進行を抑えることもできる。最初はLv.52だったものの、新たな｢恋人｣である新奈と契約した際に一度Lv.1まで下がっている。
レスクヴァ
声 - M・A・O
スクルドの最初の“恋人（スノッリ）”で、助手的存在の低位神族。メイド服を着ている女性。
元は奴隷であり、右足首に隷印が刻まれている。幼い頃、死ぬためにイザヴェルの森に入るが、森の中で綺麗な花畑の景色を見て死ぬ気が失せ、自分と同じく自殺しようと森に来たスクルドを助けた。当初は女同士で恋人はおかしいと拒んでいたが、根負けして戦女神の恋人となり、幾多の困難を2人で乗り越えてきた。
ある時から得た“病”のために体が弱く、長期戦ができない。そのためロキには「不良品」と蔑まれ、名前も覚えられていない。体内で卵を孵化させることで「融合悪魔 肉の柱」となって戦乙女たちを追い詰めるが、拓真の覚醒によって形勢を逆転されかけたため、最後の手段でスクルドと合体する。だが、戦乙女達との戦闘により急激に体力を消耗、“病”を発症してスクルドと共に撤退する。その後“病”は回復することは無く、最期はスクルドの幸福を願いながら息を引き取った。
小鳥遊 新奈（たかなし にいな）
六海とアイドルユニットを組んでいる少女。元々水泳をやっており、その実力は史上最年少記録を打ち立てるなど折り紙付き。
“病”に侵されている父親の医療費を稼ぐためアイドル活動を始めた。ユニット結成当日の深夜、訪ねてきたスクルドからの提案により、父親の“病”を治すことを条件にスクルドの恋人となった。
フェンリル
天狼騎士団の団長。邪神ロキに心酔しており、オーディンや主神派を1人でも多く屠ることで、自分が戦死しても死体を愛でてもらうことを願っている。シヴの姉であり、昔は仲の良い姉妹だったが、両親が“病”で亡くなってからはロキに傾倒し執心するようになった。
ガルムの大失敗で騎士団の株が下がってしまい、ロキへの忠誠を見せるために154名の配下を率いて戦士の館へ攻撃を仕掛ける。しかし、二葉が時間を稼いでいる間に発動した“停滞”で動きを封じられ、雷神トールの「雷」に撃たれて失神、部下共々拘束される。
能力は『狼』Lv.90。ジョゼフィーヌと名付けた巨狼に跨っており、その咆哮は何重にも展開した二葉の『城』を突き破るほどの威力を持つ。
ヴェルダンディ、ウルド
戦女神三姉妹。妖凰師団を率いる。
能力は「霧」Lv.81。
バルドル
邪神派総司令官であり、公爵。“病”に蝕まれ、世界樹を救うという絵空事にいつまでも付き合っている余裕はないと、生き残りのために主神派と敵対する。“進化”の力で戦士の館の結界を一撃で破壊し、駆けつけたトールと交戦する。
能力は「圧」Lv.95。
アングルボダ
黒猫旅団団長。数年前に邪神派に合流し、野生のカンだけで今の地位まで上ってきたという。
ロキが幹部を見る時の殺気から、彼女が何かしらを企んでいると察しており、戦乙女が世界樹を救えたなら旅団を率いて暴走するロキと戦うことをウルと約束する。
能力は「殺」Lv.92。
スカジ
ウルの妹。“病”に冒されている。

### 悪魔
邪神派が人類大量虐殺により魂を独占するために運用するエーテル兵器。「悪魔産み」の能力者は例外だが、召喚石のスペック上、人間界では1日1回の悪魔召喚が限度。
老衰ノ巨人（フルングニル）
声 - 八木岳
一つ目に一本角の巨人の姿で、金棒を持っている。結界が時間稼ぎにもならないほどの上級悪魔。
霧ノ獣（フロスティ）
声 - 不明
巨大な風船のような外見の悪魔。物理攻撃が通用しない。
ギャラルホルン
声 - 亀山雄慈
戦闘能力のない低級悪魔だが、ゴシップ好きで人の弱みを見付けて周囲を扇動して騒ぎまくる能力を持つ。
暴食ノ王（スヴァジルファリ）
声 - 手塚ヒロミチ
全てを喰らう悪魔。獲物を傀儡にし、恐怖も快楽も魂もろとも喰らい尽くす。神族といえど憑依されれば自由を奪われる。戦乙女の聖剣すら喰らうため、倒すには憑依する間も与えぬ神速の一撃が必要になる。
牙ノ骨（エイクスュルニル）
声 - 亀山雄慈
斬撃主体の通常攻撃型悪魔。全身に包帯を巻いたような姿で、日本刀を武器とする。
月の犬（マーナガルム）
飛行・分裂・増殖の特性を持つ悪魔。
ヨルムンガンド
ロキが直接使役する大悪魔。人間界ではLv.1に弱体化しているものの、それでも上級悪魔クラスの強さがあり、まともに攻撃を喰らえば神族でも即死しかねない。
能力は、主人のロキが受けたダメージを対象者に肩代わりさせる、“生贄”の呪い。Lv1の状態では1人しか生贄を作れないが、制限が解ける神界では対峙した者を全て殺してきた。ロキの“魔剣レーヴァテイン”と同じ性質を持ち、身体のみならず魂そのものに刻まれる悪毒であるため、呪いの刻印を消すことは困難。
ヴィルヴィル
自立型の上級悪魔。現れるや否や、敵味方問わず吹き飛ばす迷惑な能力を持つため、「暴風クソヤロウ」の通称を持つ。

### 学園の生徒
山田（やまだ）
声 - 手塚ヒロミチ
拓真のクラスメイトの男子。拓真に会うたびにビビッて窓から落ちてしまう。その頻度はとてつもなく多く、山田用に救急車がスタンバイしているほどだったが、とうとう山田案件は救急車にも無視されるようになっている。拓真に会うだけでなく、七樹に手を握られて謝られた際にも窓から落ちている。中等部では拓真が「何人もの山田を突き落としてきた」と噂になっており、“窓砕き”の山田などとも呼ばれる。
父親（声 - 手塚ヒロミチ）は商店街で魚屋を経営しているが、異常気象の影響で魚が獲れなくなったため、廃業して新しい事業を始めることになる。
幾度も戦乙女と悪魔の戦いにニアミスしていたが、第62話でついに誤魔化しきれないほど直接巻き込まれ、事情を知ることになる。その際、歩道橋から転落しかけたところを拓真に救われたことで、態度が軟化する。
実は類い稀なる魂をもっており、邪神派の「恋人」候補として挙げられるものの、モブ顔で男性だったため却下された。後に膨大な魂量と人間界屈指の生存能力を買われ、「冥界への扉を開くための大量のエーテル」を供給する役目を二つ返事で請け負う。
松村（まつむら）
声 - 井上雄貴
生徒会副会長。五夜のクラスメイト。眼鏡をかけている。五夜を慕っている。
西田（にしだ）
声 - 新田ひより
生徒会会計。

### その他
拓真の母
声 - 佐藤利奈
拓真の実母。故人。拓真の頑張りをいつも認めており、周囲から誤解され続ける拓真を優しくなぐさめていたが、8年前に病死した。
死因は“病”と呼ばれる難病で、戦恋の際に拓真は四乃が母と同じ症状を発症していることに気付く。

## 用語一覧
戦乙女（ヴァルキリー）
神界の「戦士の館（ヴァルハラ）」にいる9人姉妹の女神。力の源である恋をするほど強くなる。主神オーディンの娘として、神界ではアイドル的な存在。
半神半人（ハーフ）なので、戦闘体でないときは普通の人間とほぼ変わらないが、純血の神族が人間界に降りて来る場合は人間の器に入らなければならないためLv.1の能力しか使えないのに対し、“恋人”と戦恋をして経験値を貯めることでLvが上がり、キスすることで変身して聖剣本来の能力を行使することが可能。魂量が多い“樹師”を除けば、神族としての戦闘能力のランクは中の上程度。
AP
戦乙女や神族が戦闘時において消費されるエネルギーのこと。これが0になってしまうと、戦闘は不可能とされる。
樹師（セイズ）
半神半人で生まれる子が稀にもつ能力。体内のエーテル量が桁違い。強力な力を持つ代償として、多くは人体に影響する特異な体質を持ち、作中では一千花の超敏感肌、四乃の虚弱体質、八雲の聴覚過敏、スクルドの成長阻害が登場している。
エーテル
すべての生物に備わっている生体エネルギー。「魂」と言い換えることもできる。体格や運動神経同様エーテルの量にも個人差がある。神族の能力はすべて魂が具現化したもの。その汎用性ゆえにいろいろな使い道がある。
世界樹（ユグドラシル）
世界創造の巨大樹。エーテルという生命エネルギーを循環させることで、「枝」にあり神々が住まう「神界（アースガルズ）」、「幹」にある狭間に生きる「人間界（ミッドガルズ）」、「根」にある最果ての闇「冥界（ニヴルヘイム）」の3つの世界を構築している。世界の狭間には門番がおり、世界間移動は極めて困難である。樹液にはエーテルを分解する力があり、捕われると能力を使えなくなる。
三世界に何千年もの大いなる繁栄をもたらしたが、10余年ほど前から枯れ始めている。その影響で、豊かだった神界は荒れ果てて見る影もなくなって物資不足に悩まされ、人間界では真冬の猛暑などの天変地異が起こり、神界・人間界の双方で謎の“病”が発生するなど、様々な異変が見られるようになる。主神派の調査により、冥界の最深部にある根に「棘」が刺さったことが機能不全の原因であると判明する。
ヘイムダル
世界樹の境界防衛機構の通称。植物でできた巨大な嬰児のような外見をしており、神界と人間界の狭間に陣取り、通り抜けようとする者を探知する。かつて邪神派が人間界への侵攻を試みた際、その戦力を半壊させたという。
世界樹の涙（ユグドラシル・エア）
進化（ミストルテイン）・停滞（ブロート）・豊潤（モックルカールヴィ）の、この世に3つしかない超高密度のエーテル結晶体。その魂量は数億に達し、並みの宝樹（ドグェルグ）ではあり得ない数値を記録する。
物語の開始時点で3つ全てを主神派が所有していたため、戦力的には圧倒的に上回る邪神派が本格侵攻に踏み切れずにいたが、作中の時間経過に伴い、“進化”と“停滞”が邪神派の手に渡ってしまう。ただ、宝物庫に保管されていた“豊潤”は精巧な贋作らしく、所在不明となっている。
ヤドリギの枝（ミストルテイン）
“世界樹の涙”の一つ。「進化」の力を持ち、持ち主の体に宿ることでその能力を“超強化”させる。ただ、一度発動すれば次に芽吹くまで効能が宿らない。
学園祭の時は拓真に託され、ガルムの『牙』で腹から真っ二つにされ死亡した際に死の淵から蘇生させている。その後は亜久津邸で保管されていたが、スクルドが注意を引いている間に邪神派に強奪されてしまう。現在はロキの「退廃の館（アルフヘイム）」へ運び込まれ、“終末戦争（ラグナロク）”に向けて育っている。
刻わたりの兜（ベルゲルミル）
身体の弱い四乃のためにオーディンが製作した宝樹。装着者の年齢を1 - 10歳まで増減でき、体格・性格・体調なども年相応に変化する。一説によると娘を溺愛する主神がいつまでも可愛い子供時代の写真を撮りたいがために作ったとも。
ヘイズレーン
巨大な姿見のような形をした通信宝樹。高性能な電話のようなもので、神界から人間界への異世界間通信も可能。
虹の橋（ビフレスト）
近年開発されたばかりの、神界から人間界に向かうための境界転送用宝樹。世界間移動は渡航経路の確保、大規模な移転装置の発明、大量のエーテルを全て用いて初めて成功する偉業であり、冥界へは未だに行く手段が存在しない。
“病”（やまい）
魂が汚染され、身体に罅が入り、最後は心まで失ってしまう完治不能な難病。原因は不明だが、世界樹の異変と関係がある模様。レスクヴァや拓真の母親はこの病気で命を落とし、四乃や新奈の父親が患い闘病中である。
魂が壊れる病気なので、外部からエーテルを補強することで進行を抑えることができる。ただし移植する魂の波長が似ていないと無理な荒技。

## 書誌情報
- 朝倉亮介 『戦×恋』 スクウェア・エニックス〈ガンガンコミックス〉、全16巻
  1. 2016年6月22日発行（同日発売[148]）、ISBN 978-4-7575-5014-8
  2. 2016年10月22日発行（同日発売[149]）、ISBN 978-4-7575-5124-4
  3. 2017年5月22日発行（同日発売[150]）、ISBN 978-4-7575-5343-9
  4. 2017年9月22日発行（同日発売[151]）、ISBN 978-4-7575-5475-7
  5. 2018年3月22日発行（同日発売[152]）、ISBN 978-4-7575-5654-6
  6. 2018年10月22日発行（同日発売[153]）、ISBN 978-4-7575-5872-4
  7. 2019年5月11日発行（同日発売[154]）、ISBN 978-4-7575-6116-8
  8. 2019年9月12日発行（同日発売[155]）、ISBN 978-4-7575-6270-7
  9. 2019年11月12日発行（同日発売[156]）、ISBN 978-4-7575-6372-8
  10. 2020年4月11日発行（同日発売[157]）、ISBN 978-4-7575-6587-6
  11. 2020年10月12日発行（同日発売[158]）、ISBN 978-4-7575-6892-1
  12. 2021年3月12日発行（同日発売[159]）、ISBN 978-4-7575-7148-8
  13. 2021年8月11日発行（同日発売[160]）、ISBN 978-4-7575-7418-2
  14. 2022年2月12日発行（同日発売[161]）、ISBN 978-4-7575-7737-4
  15. 2022年8月10日発行（同日発売[162]）、ISBN 978-4-7575-8072-5
  16. 2023年5月11日発行（同日発売[163]）、ISBN 978-4-7575-8565-2

## テレビアニメ
2019年10月から12月までAT-Xほかにて放送された。各話でオーディオコメンタリーを副音声で放送、配信版でもイチャイチャ副音声Ver.が視聴可能。

### スタッフ
- 原作 - 朝倉亮介[164]
- 監督 - 直谷たかし[164]
- 副監督 - 浅見松雄
- シリーズ構成 - 髙橋龍也[164]
- キャラクターデザイン - 立石聖[164]
- アクション・モンスター作画監督 - 関崎高明
- プロップデザイン - 岩田幸子
- 美術監督 - 松宮正純、小崎弘貴[166]
- 色彩設計 - 長澤諒司[166]
- 撮影監督 - 久野充博[166]
- 編集 - 石井知[166]
- 音響監督 - 森下広人[166]
- 音響制作 - ダックスプロダクション[166]
- 音楽 - TECHNOBOYS PULCRAFT GREEN-FUND[166]
- 音楽制作 - エイベックス・ピクチャーズ[166]
- チーフプロデューサー - 阿部隆二、永井理、飯泉朝一
- プロデューサー - 尾崎源太、山岡勇輝、小松翔太、渡瀬昌太、岩野貢、中川岳、相島豪太、日暮航輝、齋藤宙央、大和田智之、植田慎也、齋藤利勝
- アニメーションプロデューサー - 植田慎也
- アニメーション制作 - フッズエンタテインメント[164]
- 製作 - 「戦×恋」製作委員会（エイベックス・ピクチャーズ、ドコモ・アニメストア、SQUARE ENIX、AT-X、MAGNET、A-Sketch、GYAO、創通、TOKYO MX、BS11、フッズエンタテインメント、エンタマ）[164]

### 主題歌
「for...」
逢田梨香子によるオープニングテーマ。作詞はSatomi、作曲は黒須克彦、編曲は田中隼人。
「UP-DATE × PLEASE!!!」
早乙女9姉妹によるエンディングテーマ。作詞・作曲・編曲はTECHNOBOYS PULCRAFT GREEN-FUND。一千花（内山夕実）、七樹（本渡楓）、八雲（河瀬茉希）による「ver 1.7.8」(1・4・6・12話)、二葉（原由実）、六海（日高里菜）、九瑠璃（小岩井ことり）による「ver 2.6.9」(3・5・8・11話)、三沙（清水彩香）、四乃（逢田梨香子）、五夜（加隈亜衣）による「ver 3.4.5」（2・7話）の3バージョンが使用された。

### 各話リスト
| 話数   | サブタイトル           | 脚本     | 絵コンテ   | 演出     | 作画監督 | 総作画監督                 | 副音声                |
| ------ | ---------------------- | -------- | ---------- | -------- | --- | -------------------------- | --------------------- |
| 第1話  | 戦う乙女               | 髙橋龍也 | 直谷たかし | 浅見松雄 | 青野厚司 | 立石聖 小林利充            | 広瀬裕也 本渡楓       |
| 第2話  | 縛る乙女               | 髙橋龍也 | 西田正義   | 中村良   | Kwon Oh sik Joung Eun Joung Won Chang hee Lim Keun soo                                                                | 立石聖 小美戸幸代          | 加隈亜衣 原由実       |
| 第3話  | 秘密の乙女             | 山田哲弥 | 西田正義   | 浅見松雄 | 大塚八愛 | 立石聖 小林利充            | 広瀬裕也 日高里菜     |
| 第4話  | 奉仕する乙女           | 兵頭一歩 | 直谷たかし | 浅見松雄 | Kwon Oh sik Joung Eun joung Won Chang hee 中林蘭子                                                                    | 立石聖 小美戸幸代          | 広瀬裕也 逢田梨香子   |
| 第5話  | 信じる乙女             | 山田哲弥 | 西田正義   | 神原敏昭 | 齊藤香織 はっとりますみ 中島美子 小林利充 中林蘭子                                                                    | 立石聖 小林利充            | 広瀬裕也 清水彩香     |
| 第6話  | 裸の乙女               | 山田哲弥 | 西田正義   | 浅見松雄 | 青野厚司 | 立石聖 小美戸幸代          | 広瀬裕也 本渡楓       |
| 第7話  | 手繰る乙女             | 兵頭一歩 | 直谷たかし | 三好なお | 大塚八愛 | 立石聖 小林利充            | 清水彩香 小岩井ことり |
| 第8話  | 強くする乙女           | 髙橋龍也 | 西田正義   | 浅見松雄 | 山村俊了 扇多恵子 飯飼一幸 森悦史 中島美子 山崎千絵                                                                   | 立石聖 小美戸幸代          | 日高里菜 河瀬茉希     |
| 第9話  | 触る乙女と触られる乙女 | 兵頭一歩 | 西田正義   | 浅見松雄 | Kwon Oh sik Jeong Yeon soon Ahn Hyo jeong Lim Keun soo                                                                | 立石聖 小林利充            | 内山夕実 加隈亜衣     |
| 第10話 | 酔う乙女               | 山田哲弥 | 西田正義   | 三好なお | 青野厚司 | 立石聖 小美戸幸代          | 本渡楓 河瀬茉希       |
| 第11話 | 認める乙女             | 髙橋龍也 | 直谷たかし | 神原敏昭 | 扇多恵子 大原大 遠藤省二 千島知明 福山映二 吉岡勝 菊池一真 斎藤香織 中林蘭子 中島美子 柿原剛 西見昌一郎 震雷 小林利充 | 立石聖 小林利充 青野厚司   | 内山夕実 原由実       |
| 第12話 | 恋する乙女             | 髙橋龍也 | 直谷たかし | 浅見松雄 | 大塚八愛 山崎千絵 青野厚司 小林利充                                                                                   | 立石聖 小美戸幸代 小林利充 | 広瀬裕也 本渡楓       |

### 放送局
| 放送期間                 | 放送時間                     | 放送局     | 対象地域 | 備考                                 |
| ------------------------ | ---------------------------- | ---------- | -------- | ------------------------------------ |
| 2019年10月5日 - 12月21日 | 土曜 23:00 - 23:30           | AT-X       | 日本全域 | 製作参加 / CS放送 / リピート放送あり |
| 2019年10月6日 - 12月22日 | 日曜 1:30 - 2:00（土曜深夜） | TOKYO MX   | 東京都   | 製作参加                             |
|                          |                              | サンテレビ | 兵庫県   |                                      |
|                          |                              | BS11       | 日本全域 | 製作参加 / BS放送 / 『ANIME+』枠     |

| 配信開始日     | 更新時間                   | 配信サイト |
| -------------- | -------------------------- | --- |
| 2019年10月6日  | 日曜 1:30（土曜深夜） 更新 | dアニメストア dTV GYAO! |
| 2019年10月9日  | 水曜 0:00（火曜深夜） 更新 | U-NEXT アニメ放題 ビデオパス J:COMオンデマンド AbemaTV ひかりTV niconico FOD バンダイチャンネル Rakuten TV ビデオマーケット DMM動画 MOVIEFULL HAPPY!動画 |
| 2019年10月16日 | 水曜 更新                  | バンダイチャンネル |

### BD
| 巻 | 発売日         | 収録話          | 規格品番   |
| -- | -------------- | --------------- | ---------- |
| 1  | 2019年12月20日 | 第1話 - 第3話   | EYXA-12795 |
| 2  | 2020年1月17日  | 第4話 - 第6話   | EYXA-12796 |
| 3  | 2020年2月21日  | 第7話 - 第9話   | EYXA-12797 |
| 4  | 2020年3月20日  | 第10話 - 第12話 | EYXA-12798 |